# Naftali Hertz Ben Yaakov Elchanan
Naftali Hertz ben Yaakov Elchanan (noto anche come Bacharach) (Francoforte sul Meno, XVII secolo) è un teologo e rabbino tedesco.
Fu autore del discusso Emeq HaMelekh (Valle del Re, 1648, Amsterdam) sulla Cabala lurianica.